# Ceppagna
Ceppagna è la più grande delle frazioni del comune di Venafro, in provincia di Isernia. Essa conta circa 600 abitanti ed è situata a quasi 300 m s.l.m., alle pendici del monte Sammucro (1205 m), a pochi passi dal confine con la Campania e il Lazio.

## Origine del toponimo
Il nome "Ceppagna" deriva dal latino cippus, che stava ad indicare una stele/cippo ritrovata in località centisimo su cui era incisa, in epoca imperiale, la distanza da Roma appunto cento miglia circa 160 km.

## Storia
Il sito già abitato nel neolitico, presenta testimonianze di epoca osco-sannita (fra cui le 'mura ciclopiche', muraglioni in opera poligonale) e una successiva e progressiva aggregazione come villaggio rurale a forte carattere agricolo-pastorale, dall'epoca romana sino ai nostri giorni.
Nel 1876 durante un scavo fu ritrovata a Ceppagna una accetta bifacciale in pietra della lunghezza di 23 cm oggi conservata al Museo nazionale preistorico etnografico Luigi Pigorini.
Alla fine del 1943 la posizione difensiva della frazione avrà un ruolo chiave per la Battaglia di Montelungo.
È stata una delle frazioni più grandi della provincia d'Isernia fino all'inizio degli anni 2000 dove contava circa 1 500 abitanti. È conosciuto oltre per la sua bellezza naturale come eccellenza molisana ma è famosa anche in ambito culinario per il suo piatto tipico cioè lo "spezzato di pecora ".
"Il Ceppagna calcio "è stata anche una squadra, questa splendida storia si è conclusa definitivamente verso i primi anni del 2000.
(Lo stadio di casa era verso la strada della bonifica, oggi purtroppo è in stato di abbandono)

## Descrizione
Vi si trova la chiesa della Madonna del Rosario al cui interno è conservata la statua della patrona.  La festa patronale in onore della Madonna del Rosario ricorre la prima domenica di ottobre. Il piccolo centro storico racchiude tutta l'area della chiesa. Circondata da uliveti, adagiata sulla collina, Ceppagna dispone di una buona produzione di olio d'oliva, inoltre viene praticata la pastorizia e l'allevamento.